# Slacktivism
Clicativismo (em inglês slacktivism do slack, preguiçoso, e activism, ativismo) é um neologismo que significa "ativismo preguiçoso" ou "ativismo de preguiçosos". Apesar do termo, originado em 1995, ter surgido com uma conotação positiva, atualmente o mesmo é usado de forma depreciativa e pejorativa para designar ações e campanhas (em geral, de internet e redes sociais) com pouco ou nenhum resultado prático efetivo em que as pessoas participam apenas para mostrar engajamento, buscar uma identidade ou aliviar consciência ou culpa, apesar de essa assunção não ter sido deduzida pela investigação.

## Traduções
Em português, os termos equivalentes são sofativismo (outro neologismo, formado pela junção das palavras sofá e ativismo), ativismo de sofá, mobilização de sofá, revolta de sofá ou revolução de sofá.